# Zum Goldenen Anker (Kempten)

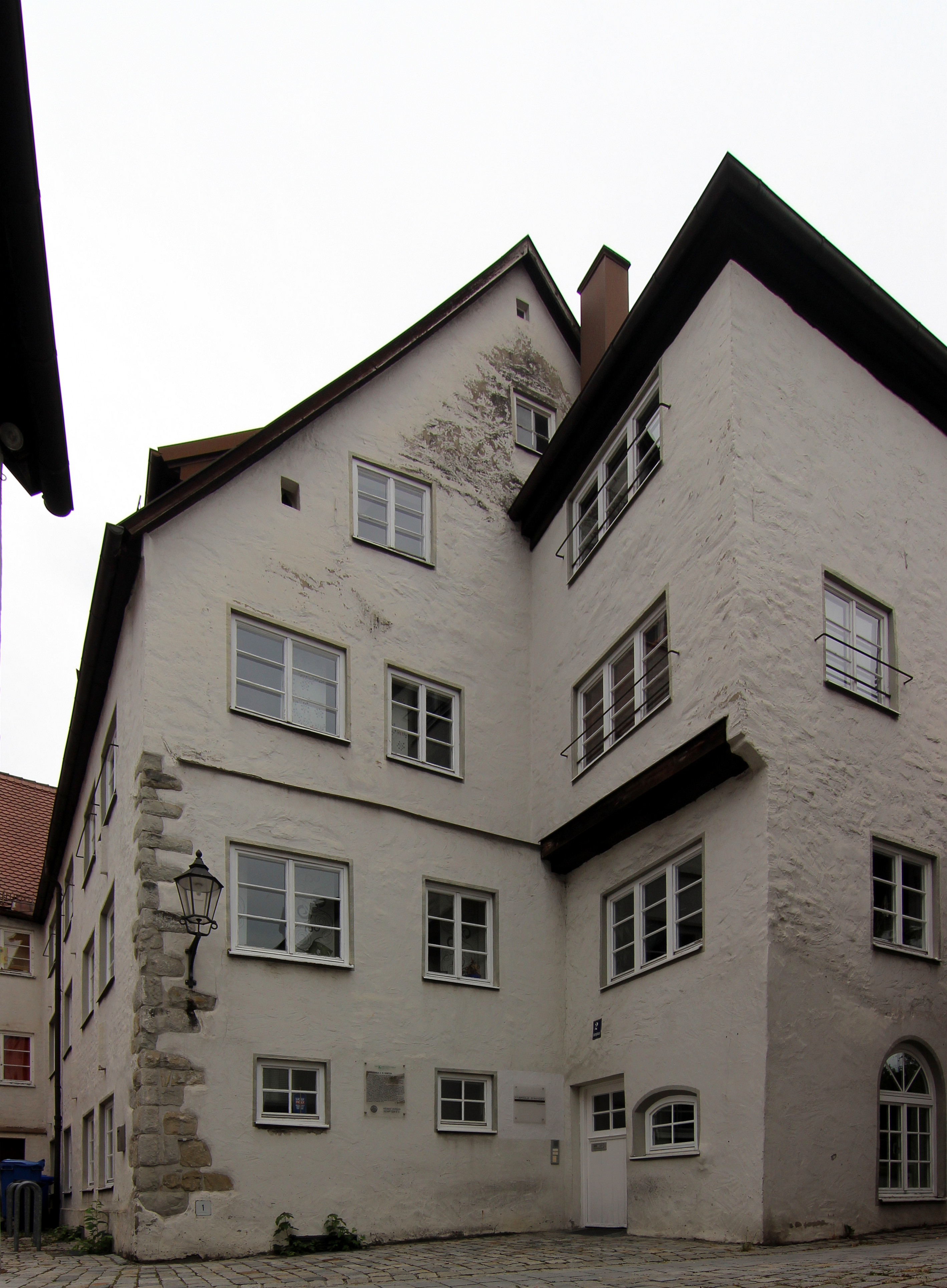
Zum Goldenen Anker

Der frühere Gasthof Zum Goldenen Anker ist ein hochmittelalterliches Gebäude mit gotischem Dachstuhl in Kempten (Allgäu). Das denkmalgeschützte Bauwerk hat die Adresse Ankergässele 2.

## Geschichte
Das Objekt entstand wohl zwei Jahrhunderte nach Entstehung der Stadtbefestigung im 13. Jahrhundert. In der Zeit um 1450 bis 1500 entstand der Dachstuhl. Er ist konstruktiv dem Dachstuhl im Vogthaus ähnelnd.
Während Sanierungsmaßnahmen Anfang der 1990er, bei denen auch archäologische Untersuchungen stattfanden, entdeckte man einen mittelalterlichen Ofen.
Für das Haus sind mehrere Namen überliefert. Auf einer Wandtafel von Otto Merkt hatte das Haus den Eigennamen „Zum Wilden Lochtörle“, danach war bis in das Jahr 1766 die Lochwirtschaft untergebracht. Ab da hieß das Gasthaus „Zum Goldenen Anker“. Grund für die Umbenennung war eine Wirtin, die sich durch die Bezeichnung als „Lochwirtin“ gekränkt fühlte. Daraufhin ließ sie vor dem nun umbenannten Gasthaus einen Anker aufstellen und bildete damit den Namen des Ankergässele. Im Lauf der Jahre geriet die spöttische Bezeichnungen in Vergessenheit. Auch die Verbreiterung des engen Lochtörles neben dem Haus hat diesen Prozess beschleunigt.
1963 verkaufte Johann Schnitzer vom Allgäuer Brauhaus das Haus an die Stadt Kempten. Daraufhin befand sich in dem Haus bis 1988 ein städtisches Obdachlosenasyl.
1988 verkaufte die Stadt das Bauwerk an eine Privatperson, im Jahr 1991 folgten dann die archäologischen Untersuchungen und eine Sanierung.

## Beschreibung
Das dreigeschossige Haus an der Stadtmauer hat einen viergeschossigen Vorbau gegen das Ankertörle, der wohl aus dem 18. Jahrhundert stammt. Zum Ankergässele weist das Gebäude Ecksteine auf.